# Mihai Covaliu
Mihai Covaliu, född den 5 november 1977 i Brașov, Rumänien, är en rumänsk fäktare som bland annat tog OS-brons i herrarnas sabel i samband med de olympiska fäktningstävlingarna 2008 i Peking.